# 登萊巡撫
登萊巡撫，全稱巡撫登萊地方贊理軍務。明朝天啟元年增設，主理山東東部登州府、萊州府一帶。

## 歷任巡撫
| 序次                       | 姓名   | 生卒年         | 字   | 籍貫       | 出任年               | 卸任年               | 備注 |
| 明朝天啟元年始設登萊巡撫   |        |                |      |            |                      |                      | |
| 1                          | 陶朗先 | 1579年－1625年 | 元暉 | 浙江秀水   | 天啟元年（1621年）   | 天啟二年（1622年）   | 號開普。天啟元年六月丙子由山東登萊海防道副使改右僉都御史升任。七月壬戌加贊理征東軍務；天啟二年四月庚午致仕。                                                       |
| 2                          | 袁可立 | 1562年－1633年 | 禮卿 | 河南睢陽衛 | 天啟二年（1622年）   | 天啟四年（1624年）   | 號節寰。天啟二年四月乙亥由通政使司左通政遷右僉都御史升任。三年十月加兵部右侍郎銜；天啟四年三月丁巳罷官閑住。                                                       |
| 3                          | 武之望 | 1552年－1629年 | 叔卿 | 陝西臨潼   | 天啟四年（1624年）   | 天啟五年（1625年）   | 號陽紆。天啟四年三月辛未由太常寺卿遷右副都御史任；天啟五年十一月甲寅調南京別用，十二月丙申任添設兵部右侍郎。                                                       |
| 4                          | 李嵩   | 1578年－1640年 | 祝垣 | 山西榮河   | 天啟五年（1625年）   | 天啟七年（1627年）   | 號醒園。天啟五年十二月戊戌由太僕寺少卿遷右僉都御史任；天啟七年五月甲戌遷南京戶部右侍郎總督糧儲。                                                                   |
| 5                          | 孫國禎 | 1584年－1639年 | 應寰 | 浙江慈谿   | 天啟七年（1627年）   | 崇禎二年（1629年）   | 天啟七年五月甲申由太常寺卿遷右副都御史任；崇禎二年正月丁丑罷官閑住。                                                                                               |
| 6                          | 王廷試 | 1582年－1641年 | 明功 | 江西南昌   | 崇禎二年（1629年）   | 崇禎三年（1630年）   | 崇禎二年二月癸丑由山東按察使代理；崇禎三年六月辛亥革職。 |
| 7                          | 孫元化 | 1582年－1632年 | 初陽 | 南直隸嘉定 | 崇禎三年（1630年）   | 崇禎五年（1632年）   | 一字火東。崇禎三年六月壬申由山東副使兵備寧前遷右僉都御史巡撫登萊東江；崇禎五年正月乙卯因任內爆發吳橋兵變，被劾削籍聽勘，旋下獄。七月己未斬首。                     |
| 8                          | 謝璉   | 1579年—1632年  | 君實 | 湖廣監利   | 崇禎五年（1632年）   | 崇禎五年（1632年）   | 崇禎五年正月丁巳起右僉都御史巡撫遼東，降三級管登萊巡撫事；七月癸卯進剿吳橋兵變叛軍時遇害。                                                                         |
| 9                          | 陳應元 | 1582年－1641年 | 思昌 | 南直隸江浦 | 崇禎六年（1633年）   | 崇禎八年（1635年）   | 號幼白。崇禎六年七月壬辰由山東左布政使遷右副都御史巡撫登萊，備兵援遼，恢復金、蓋，贊理軍務；崇禎八年十月丙辰致仕。                                                 |
| 10                         | 勞永嘉 | 1574年－1637年 | 無施 | 浙江崇德   | 崇禎八年（1635年）   | 崇禎八年（1635年）   | 號金粟。崇禎八年十月辛巳由山東左布政使遷右副都御史升任，十月甲申旋解任，致仕歸鄉。                                                                                 |
| 11                         | 楊文岳 | 1588年－1642年 | 斗望 | 四川南充   | 崇禎八年（1635年）   | 崇禎十二年（1639年） | 號京宜。崇禎八年十一月丙辰由山西左布政使遷右副都御史升任；崇禎十二年五月辛巳升兵部右侍郎兼右僉都御史總督保定山東河北。                                             |
| 12                         | 徐人龍 | 1578年－1653年 | 耳猶 | 浙江上虞   | 崇禎十二年（1639年） | 崇禎十四年（1641年） | 號亮生。崇禎十二年五月癸未由兵部右侍郎，加右僉都御史任；崇禎十四年閏正月癸卯升南京戶部尚書。                                                                       |
| 13                         | 曾櫻   | 1581年－1651年 | 仲含 | 江西峽江   | 崇禎十四年（1641年） | 崇禎十五年（1642年） | 號二雲。崇禎十四年二月辛酉以分守登萊，山東右布政使遷右副都御史任，崇禎十五年十月丁巳遷南京工部右侍郎。                                                             |
| 14                         | 曾化龍 | 1588年－1650年 | 大雲 | 福建晉江   | 崇禎十五年（1642年） | 崇禎十七年（1644年） | 號霖寰。崇禎十五年十一月丙子由江西按察使遷右僉都御史升任；義興元年七月戊子清軍圍萊州，遂棄官南下，旋以“輕棄封疆”逮問。                                             |
| 15                         | 王瀠   | 1585年－1657年 | 帶如 | 山東益都   | 崇禎十七年（1644年） | 弘光元年（1645年）   | 號柏村，晩號愚谷。崇禎十七年九月庚子以致仕原湖廣按察使遷右僉都御史授任；弘光元年三月庚戌與子山東總兵王遵坦兵敗降清。                                               |
| 清朝順治元年，續設登萊巡撫 |        |                |      |            |                      |                      | |
| 16                         | 陳錦   | 1596年－1652年 | 天章 | 遼東錦州   | 順治元年（1644年）   | 順治二年（1645年）   | 原大凌河都司，仕清後隸漢軍正藍旗。順治元年七月甲辰自內院副理事官授職；順治二年七月丁丑升操江總督。                                                                 |
| 17                         | 楊聲遠 | 1603年－1659年 | 爾興 | 順天府大興 | 順治二年（1645年）   | 順治四年（1647年）   | 萬曆四十年壬子科武舉，仕清後隸漢軍正藍旗。順治二年七月己卯以禮部理事官升右僉都御史巡撫登萊東江等處地方贊理軍務、兼管糧餉；順治四年正月乙卯升淮揚總督。             |
| 18                         | 朱國柱 | 1593年－1656年 | 立山 | 遼東綏中   | 順治四年（1647年）   | 順治九年（1652年）   | 前屯衛中前所軍籍，廕生，仕清後隸漢軍鑲白旗。順治四年正月辛酉由江南左布政使遷右副都御史升任；順治九年四月丁未命裁登萊巡撫職，回京候調。順治十年正月庚寅補鄖陽巡撫。 |